# Rob Paravonian
Rob Paravonian (nacido en Waukegan, Illinois) es un artista cómico conocido por su Odio a Pachelbel, donde parodia el uso de la progresión armónica del Canon de Pachelbel en varias canciones populares.

## Música
De raíces armenias, Paravonian nació en Waukegan, Illinois, y siempre ha sentido pasión por la música: aprendió a tocar el chelo a los 6 años y tocó desde el colegio hasta en la Sinfónica del Instituto de Waukegan. A los 10 años, su colegio acudió a los nacionales en Nashville, y a los 13 fue a Florida con la Orquesta del Instituto Chamber antes de tocar por su cuenta la guitarra y el bajo eléctrico en el instituto.
Mientras estudiaba en la Universidad de USC en Los Ángeles, empezó a actuar en varios shows en Cafés-teatros de Los Ángeles. Después de la universidad, estudió improvisación y realizó un trabajo en Second City Training Center de Chicago. También empezó a realizar giras actuando en clubs del Medio-Oeste y en universidades de costa a costa.
Después de mudarse a Nueva York, se volvió enseguida, un miembro regular en Catch a Rising Star, e hizo aparición en Comedy Central, VH1, escribió temas para series de animación y también realiza sketches.
En 2005 actuó para las tropas estadounidenses en Afganistán, lo cual describió como "una gran experiencia".

## Comedia musical en vivo
En un principio actuaba como comediante en vivo, Rob se traía la guitarra con él para pasar el tiempo en su camerino hasta que le tocaba actuar en un monólogo dirigiéndose al micro en Los Ángeles mientras tocaba canciones cómicas que él escribía con otros cómicos. Ellos le sugirieron que llevara la guitarra al escenario, y desde entonces, la música ha formado parte de su vida encontrando el gozo de interpretar.
Su mayor éxito procede de una actuación "boca a boca" vía internet (el vídeo donde despotrica contra Pachelbel recibió visitas de cerca de 6 millones en 6 meses).

## Críticas contra Pachelbel
El popular vídeo de Rob donde el cómico dirige su odio hacía Johann Pachelbel y su Canon en re mayor de Pachelbel ha atraído la atención de más de 6,5 millones de visitantes, incluidos más de 100.000 favoritos. En todo su repertorio de desahogo, interpreta la pieza de progresión en su guitarra acústica, a medida que canta, nombra un listado de canciones y a la vez habla de su rutina y de las letras de todas las canciones que coinciden con la pieza mencionada:
| Banda/Cantante             | Canción                                                           | Letra |
| -------------------------- | ----------------------------------------------------------------- | --- |
| Vitamin C                  | Graduation (Friends Forever)                                      | "As we go on, we'll remember..."                                                                                              |
| Aerosmith                  | Cryin'                                                            | "There was a time when I was so broken-hearted..."                                                                            |
| Original Caste             | One Tin Soldier                                                   | "Listen children to my story, it was written long ago..."                                                                     |
| Blues Traveler             | Hook                                                              | "Suck it in suck it in suck it in / If you're Anne Boleyn or Rin Tin Tin [sic] / Make a desperate move and then you're in..." |
| Green Day                  | Basket Case                                                       | "Do you have the time to listen to me whine..." and "Am I just paranoid..."                                                   |
| Matchbox 20                | Push                                                              | "I wanna push you around, well I will, I will [sic] / I wanna push you down, well I will, well I will..."                     |
| Better than Ezra           | Good                                                              | "Wahow, it's been good living with you..."                                                                                    |
| Bush                       | Machinehead                                                       | "My machinehead is better than the rest / My machinehead is better than the..."                                               |
| U2                         | With or Without You                                               | "See the stone set in her eye / See the thorn twist in her..."                                                                |
| Natalie Imbruglia/Ednaswap | Torn                                                              | "I'm all out of faith, this is how I feel / I'm cold and I am shamed, lying naked on the floor..."                            |
| Avril Lavigne              | Sk8er Boi                                                         | "He was a boy, she was a a girl, / Could it be any more obvious...[sic]"                                                      |
| Twisted Sister             | We're Not Gonna Take It                                           | "We're not gonna take it / no, we ain't gonna take it..."                                                                     |
| Cyndi Grecco               | Making our Dreams come True (Tema principal de Laverne & Shirley) | "On your mark, get set, and go now / Got a dream and we just know now..."                                                     |
| Bob Marley                 | No Woman, No Cry                                                  | "No woman no cry..." |
| The Beatles                | Let It Be                                                         | "When I find myself in times of trouble..."                                                                                   |
| Johnny Cash                | Sam Hall                                                          | Él reemplaza "I'll see you all in hell, damn your eyes" del original por with "I'll see your ass in hell, Pachelbel"          |

## Trabajos realizados

### CD de estudio
- Living it Down
- American Cheese
- Don't Crowd the Plow

### En directo
- Live on Both Coasts
- Official Bootleg
- Playing for Drunks

### DVD
- 40 Minutes From Chicago
- Rob P. Lives